# Henri Quentin
Dom Henri Quentin est un moine bénédictin français, né le 7 octobre 1872 à Saint-Thierry (Marne) et mort le 4 février 1935 à Rome. Philologue spécialiste des textes bibliques et des martyrologes, chargé de la révision de la Vulgate, il est le créateur d'une méthode originale d'édition critique des textes anciens (qualifiée parfois de méthode néo-lachmanienne).

## Éléments biographiques
Après des études de théologie au grand séminaire de Reims, Henri Quentin intègre en 1892 l'abbaye de Maredsous (Belgique), puis en 1897 l'abbaye de Solesmes. En 1907, il est appelé à Rome pour diriger les travaux de la « Commission pontificale pour la révision de la Vulgate », nouvellement créée par le pape Pie X et confiée à l'ordre de Saint-Benoît. En mars 1914, il est nommé consulteur de la section liturgique de la Congrégation des rites. La Commission de révision de la Vulgate est transformée en 1933 en une abbaye pontificale de Saint-Jérôme « in Urbe » (San Girolamo), dont il devient le premier supérieur. 

## Méthode
Confronté à la masse énorme des manuscrits de la Bible, et au rapport particulier des copistes avec ce texte, Dom Quentin est amené à modifier l'approche qu'il avait adoptée pour les martyrologes et à critiquer les méthodes traditionnellement appliquées à l'établissement d'un stemma codicum. Il rejette dans un premier temps la notion de faute pour celle de variante ou leçon différente. Il examine alors les « lieux variants ». Pour chaque variante, il compare les manuscrits par trois pour trouver les intermédiaires, et forme des chaînons. Ensuite il rapproche ces chaînons de trois pour reconstituer l'enchaînement des manuscrits, sans tenir compte de l'orientation, c'est-à-dire sans se demander où est la bonne leçon. La notion de faute ne retrouve qu'ensuite son rôle pour déterminer l'orientation de l'enchaînement. 
Il compte les accords et les désaccords entre les témoins, deux à deux : les manuscrits sont d'autant plus proches que le nombre de leurs accords est grand. Puis trois par trois, en comptant les accords de deux contre un. Si deux manuscrits ne sont jamais d'accord contre un troisième, ce troisième est intermédiaire entre eux (soit leur ancêtre commun, soit une copie intermédiaire). C'est le « zéro caractéristique », qu'il nomme la « règle de fer ».
La méthode de Dom Quentin a été très discutée, mais elle a suscité récemment un regain d'intérêt par son caractère arithmétique et susceptible d'automatisation : on peut attendre d'un ordinateur qu'il compte les rapprochements entre les manuscrits et les classe.

## Publications
- Jean-Dominique Mansi et les grandes collections conciliaires, Paris, Ernest Leroux, 1900.
- Les martyrologes historiques du Moyen Âge, étude sur la formation du Martyrologe romain, Paris, 1908.
- Mémoire sur l'établissement du texte de la Vulgate. 1re partie : Octateuque, Paris, Gabalda, 1922 (Collectanea biblica latina VI).
- (avec saint Jérôme ; avec Francis Aidan Gasquet pour les deux premiers volumes) (la) Biblia sacra iuxta latinam vulgatam versionem ad codicum fidem… — trois volumes : 1926, 1929, 1936[4]
- Essais de critique textuelle (Ecdotique), Paris, Picard, 1926.
- (avec Hippolyte Delehaye, jésuite) Acta sanctorum novembris, tomi II pars posterior, qua continetur Hippolyti Delehaye commentarius perpetuus in Martyrologium Hieronymianum ad recensionem Henrici Quentin, Bruxelles, Société des Bollandistes, 1931.